# هوي ليانجيو
هوي ليانجيو (بالصينية: 回良玉، ولد في أكتوبر 1944) هو نائب رئيس مجلس الدولة لجمهورية الصين الشعبية سابقًا حيث كان مسؤولًا عن الزراعة.